# Alexandr IV. Aigos
Alexandr IV. Aigos (řecky Aλέξανδρος Aιγός; 323 př. n. l. – 309 př. n. l.) byl synem (pohrobkem) Alexandra Velikého a Roxany, baktrijské princezny. Spolu s Filipem III. Arrhidaiem byl v letech 323–317 př. n. l. nominálním vládcem Alexandrovy říše, v letech 317–309 př. n. l. pak vládcem jediným.
V době smrti Alexandra Velikého byla jeho manželka Roxana těhotná, přičemž nebylo známo budoucí pohlaví dítěte. Někteří velitelé chtěli za krále jeho nevlastního bratra Filipa Arrhidaia, jiní navrhovali počkat a rozhodnout se podle toho, jestli se Alexandrovi narodí syn nebo dcera. Nakonec byli za krále zvoleni oba a měli vládnout společně, čehož ani jeden nebyl schopen. Až do Perdikkova zavraždění zůstával malý Alexandr v Babylóně a teprve pak ho nový regent Antipatros dal dopravit do Makedonie. Antipatrův nástupce ve funkci regenta, Polyperchón, ho dal po své porážce v Makedonii převézt do Épeiru. Na konci roku 317 př. n. l. byl Filip Arrhidaios popraven a Alexandr zůstal jediným králem. Okolo roku 310 př. n. l. začali stoupenci argejské dynastie požadovat Alexandrovo faktické převzetí vlády. Kassandros na to odpověděl rázně a dal Alexandra i s jeho matkou zavraždit.